# プラザ (雑貨店)
プラザ（英: PLAZA）は、株式会社スタイリングライフ・ホールディングスの社内カンパニーであるプラザスタイル カンパニー（英: PLAZASTYLE COMPANY）が運営する輸入雑貨専門店。
日本で初めてのアメリカンスタイルドラッグストアである。かつてはソニープラザ（Sony Plaza）という店名であったが、2007年3月14日にソニーから独立する関係で店名を現在のものに変更した（運営会社の社名については、先行して2006年に変更されていた）。

## 概要
1966年に銀座のソニービル地下2階に1号店がオープン。2017年4月現在、日本全国に73店舗（他の業態や提携店も含めると約128店舗）ある。主に20代の女性をターゲットとした商品構成が特徴で、欧米から輸入した化粧品やキャラクターグッズ、雑貨などが主力商品。
長年「ソニプラ」の愛称で親しまれ、ソニーおよびソニー企業の出資するソニーグループの企業であったが、2006年度第一四半期中を目途にソニーグループから独立する関係で社名を変更した。独立がMEBO（MBO・EBO）として行われたため、一定割合の持株会社株式が経営陣、従業員及び従業員持株会に譲渡され、2011年にソニー株を全売却するまで、一定の関係を継続していた。
プラザスタイル株式会社は、プラザ・ミニプラを運営しているほか、バーバパパなど海外のキャラクターライセンス事業も行っている。
2006年5月1日のソニーからの独立前の株主は、ソニー株式会社とその子会社・ソニー企業株式会社の2社であった。
2010年5月1日をもって、プラザスタイルは親会社のスタイリングライフ・ホールディングスへ吸収合併され、同社の社内カンパニー「プラザスタイル カンパニー」となった。

## 取扱商品
主に輸入品を扱う。
- 菓子、清涼飲料水などの食品
- 文房具、家庭用品などの雑貨
- 化粧品
- 幼児用品
- 衣料品
- 玩具

## 運営店舗
- プラザ
- PLAZA DEPOT（プラザデポ） - 晴海アイランドトリトンスクエア内
  - ブルックリンスタイルの業態の店舗で、カフェが併設されている。
- #0107 PLAZA（オトナプラザ） - GINZA SIX内
  - 普通のプラザよりも大人向けになっており、店内にはジュースやコーヒーを提供するスタンドバーを併設。
- ミニプラ - 小型店舗
- バーバパパカフェ - イオンレイクタウン、ラゾーナ川崎プラザ内

かつては、以下の業態の店舗も手掛けていた。
- フロムハート
- セレンディピティ
- カドルサム
- クオミスト

プラザスタイル社の保有するキャラクター権利
- BARBAPAPA（バーバパパ）
- Care Bears（ケアベア）
- SpongeBob SquarePants（スポンジ・ボブ）
- Suzy's zoo（スージー・ズー）
- PEZ（ペッツ）
- The Snowman（スノーマン）
- Ed Emberley（エド・エンバリー）
- ELMER THE PATCHWORK ELEPHANT（エルマー）
- WHERE'S WALLY?（ウォーリーをさがせ!）

プラザスタイル社の保有するブランド権利
- Mrs. Grossman's（ミセス・グロスマン）
- BROOKLYN ROASTING COMPANY（ブルックリン・ローステッド）

過去に保有していたキャラクター権利
- WHERE'S WALLY?（ウォーリーをさがせ!）
- WHERE'S WALLY?（ウォーリーをさがせ!）

## 海外事業
台湾では2007年春にプラザ1号店を微風広場（台北市）に出店したのを皮切りにプラザとミニプラを計6店舗展開したものの、リーマンショック後の経営環境の変化から2009年9月末日をもって撤退した。
2012年2月24日、プラザの台湾再進出がJ.フロント リテイリングによって発表された。2012年8月にJ.フロントとスタイリングライフ・ホールディングスの共同出資で事業会社を設立し、2013年3月29日に1号店をオープンさせたが、当初より営業赤字が続いており、2016年12月に台湾から撤退することが発表された。2017年2月より順次店舗を閉鎖し、同年6月までには台湾での事業会社(J.フロント子会社のJFR PLAZA)を解散・清算された。

## テレビ番組
- 日経スペシャル ガイアの夜明け 気になる“ニオイ”にチャンスあり～拡大する香りビジネス～（2008年10月21日、テレビ東京）[5] - 男性化粧品専門店「クオミスト」を取材。